# مونتاگو کریستی باتلر
مونتاگو کریستی باتلر (زادهٔ ۲۵ ژانویهٔ ۱۸۸۴ در لندن و درگذشتهٔ ۵ مه ۱۹۷۰) موسیقی‌دان انگلیسی و یکی از مهم‌ترین اسپرانتودانان انگلستان بود که در طول چندین دهه در زمینه‌های گوناگونی - مانند فرهنگ‌نویسی، آموزش اسپرانتو، کتاب‌داری در انجمن اسپرانتوی انگلستان، مترجمی و موسیقی - در جنبش اسپرانتو فعالیت کرد. وی کواکر و گیاه‌خوار بود.

## زندگی حرفه‌ای
باتلر چنگ‌نواز بود و مدرس سازهای گوناگون، آواز و آهنگ‌سازی بود. وی جوایز متعددی از آکادمی سلطنتی موسیقی، لندن، دریافت کرد.
در ارتباط با حرفهٔ اصلی خود، باتلر ازجمله این سه اثر را نگاشت:
- مجموعه آوازهای اسپرانتو (Esperanta Kantaro) شامل ۳۸۵ آواز،
- مجموعه سرودهای اسپرانتو (Himnaro Esperanta) شامل ۲۱۲ سرود (چاپ پنجم ۱۹۶۶)، و
- مجموعه اصطلاحات موسیقی (Muzika Terminaro) که در سال ۱۹۶۰ انتشاریافت و چاپ مجدد آن در سال ۱۹۹۲ انجام پذیرفت.

## فعالیت‌های مرتبط با اسپرانتو
باتلر اسپرانتو را در سال ۱۹۰۵ آموخت و از همان سال شروع به تدریس آن نیز کرد. در بین سال‌های ۱۹۱۶ تا ۱۹۳۴ وی منشی انجمن اسپرانتوی انگلستان (BEA) بود و از سال ۱۹۶۱ به‌بعد رئیس افتخاری آن بود.
در سال ۱۹۲۲ باتلر عضو کمیتهٔ زبان اسپرانتو شد، و سپس - و تا پایان عمر - عضویت آکادمی اسپرانتو را داشت.
وی سردبیر ارگان انجمن اسپرانتوی انگلستان، تحت عنوان اسپرانتودان انگلیسی (Brita Esperantisto) بود و باعث گردید که این نشریه به یکی از مشهورترین مطبوعات اسپرانتو در آن زمان تبدیل گردد.
باتلر هم‌کار اصلی در پدیدآوردن دائرةالمعارف اسپرانتو (۱۹۳۴) نیز بود.

## مؤلف کتاب‌های آموزشی اسپرانتو
گام به گام در اسپرانتو (Step by Step in Esperanto) که خودآموزی جذاب و شیرین به زبان انگلیسی برای فراگرفتن زبان بین‌المللی اسپرانتو است، در طول چندین دهه پرفروش‌ترین کتاب در نوع خود بود (چاپ سوم ۱۹۲۹). در سال ۱۹۹۱ نیز النا (ELNA)، اتحادیهٔ اسپرانتوی آمریکای شمالی (که اکنون اسپرانتو-آمریکا (Esperanto-USA) نامیده می‌شود)، به چاپ مجدد این اثر همت گماشت.

خودآموز دیگری از باتلر، تحت عنوان اسپرانتو برای مبتدی‌ها (Esperanto for beginners)، که آخرین چاپ آن در سال ۱۹۹۶ انجام پذیرفت، اثر موفق دیگری از اوست.

کتابی را که مختص آموزش اسپرانتو به کودکان نگاشت، تحت عنوان نخستین درس‌ها برای کودکان (First lessons to young children)، در سال ۱۹۳۰ منتشر ساخت. این کتاب حاصل تجربیات او از آموزش اسپرانتو به فرزندان خودش بود، که نخستین اسپرانتودانان مادرزاد محسوب می‌شوند. نتایج مشاهدات خود را در این امر، باتلر در مقاله‌ای در مجلهٔ ادبیات (Literaturo) تحت عنوان تداخلات بین اسپرانتو و انگلیسی در کودکان ۳-۴ ساله‌ی انگلیسی که از تعلیم وتربیت دوزبانه بهره‌مندند (Interferoj inter Esperanto kaj la angla ĉe 3-4 jaraj dulingve edukitaj anglaj infanoj) منتشر نمود.

## کتاب‌داری
در طول سال‌های متمادی، باتلر کتاب‌دار کتاب‌خانهٔ انجمن اسپرانتوی انگلستان در لندن بود، که یکی از غنی‌ترین کتاب‌خانه‌های اسپرانتو در جهان است. مجلهٔ اسپرانتو این کتاب‌خانه را «آفریدهٔ او» می‌داند (۱۹۷۰، ص. ۱۱۸). به‌همین دلیل پس از فوت باتلر انحمن اسپرانتوی انگلستان این کتاب‌خانه را به‌افتخار او کتاخانه‌ی باتلر نام‌گذاری کرد.

## مترجمی
در ارتباط با اعتقاد مذهبی خود، باتلر کتاب بنیادهای کواکریسم را به اسپرانتو (Fundamentoj de la Kvakerismo) ترجمه کرد. ترجمهٔ زندگی‌نامهٔ ویلیام پن به اسپرانتو نیز کار اوست. دیگر از آثار مذهبی که او از انگلیسی به اسپرانتو برگرداند، کتاب زندگانی عیسی مسیح، اثر چارلز دیکنز است (۱۹۳۴).
براساس عقیدهٔ خود باتلر "مهم‌ترین کارش در جنبش اسپرانتو، تدوین تندنویسی پیتمن برای زبان اسپرانتوست".

## تألیفات
- Esperanto and Ido
- Esperanto for beginners (1931)
- Esperanto for young beginners
- Esperanto-English dictionary (1967)
- First lessons to young children
- First steps in Esperanto: a simple textbook for English speaking beginners (1922)
- Hints for speakers
- Klasifo de Esperantaj temoj (1950)
- Konsiloj al la Printempaj Poetoj (1919)
- Muzika terminaro (1960)
- Praktisk lärobok i Esperanto: för kurser och självstudium (1925)
- Pri la prefikso mis-
- Pri landnomoj (1959)
- The pros and cons of Esperanto
- Raporta stenografio: alfaro de la angla sistemo Pitmana al Esperanto (1920)
- Roston's rapid Esperanto course: thirty simple lessons (1921)
- Step by step in Esperanto (1948), 9-a represo ĉe ELNA, Usono (1991)
- Which shall it be?: The problem of the international language (1930

## ترجمه‌ها
- Dickens, Charles: La vivo de nia sinjoro Jesuo (1934)
- Haggard, Henry Rider: Luno de Izrael: rakonto pri la eliro (1928)
- Himnaro: konsistanta el cent himnoj taugaj por konataj melodioj (1910)
- Himnaro Esperanta (1921)
- Hyde, H. E. : Internacia parlamento: ĉu Britujo montros la vojon? (1918)
- Kantaro Esperanta (1926)
- Konsiloj kaj demandoj (1984)
- Leakey, James: Leakey's introduction to Esperanto: la lingvo internacia (1925)
- Stephen, Caroline: Fundamentoj de la kvakerismo (1916)
- Stephen, Caroline: William Penn (s.j. [1930])
- Torpey, H. J. : Londonaj interesaĵoj: gvidlibro por la Esperantista vizitanto (1907)
- Zamenhof, Ludwik Lazar: Proverbs in Esperanto and English: from Zamenhof's "Proverbaro

## در نوشته‌های دیگران
- 1970: Nekrologo. En: Esperanto [UEA] 63-a jaro 7-8/1970 (776-777), p. 118 (kun bildo).
- 1970: Butler (1884-1970). [Nekrologo]. En Heroldo de Esperanto n-ro 1491 (1970), p. ۱.
- 1964: M.C. Butler 80-jara. En: Heroldo de Esperanto n-ro 1373 (1964), p. ۲.
- 1959: Boulton, Marjorie. En Trezorejo. La Biblioteko de Brita Esperantista Asocio. En:
- Esperanto 52-a jaro 4/1959 (641), p. 63-64 (kun foto de M.C. Butler).